# Southampton
Southampton (Hantonne in normanno) è una città della contea dell'Hampshire, in Inghilterra, nella regione del Sud Est del Regno Unito. 

## Geografia fisica
È situata sul bordo meridionale della Gran Bretagna, sul golfo del Solent di fronte all'isola di Wight. Ha una popolazione di circa 249 604 abitanti, con una densità di 4.930/km².
È la città più vicina a New Forest, situata tra Portsmouth (22 mi [35 km]) e Bournemouth nel Dorset (30 mi [48 km]). Si trova in mezzo alle foci dei fiumi Test e Itchen.

## Storia
Southampton fu meta frequente d'incursioni vichinghe durante i secoli IX e X, ma divenne un porto fiorente sotto i sigma Normanni e Plantageneti ed ebbe un commercio attivo con la Francia, la Guascogna, l'Italia, la Spagna e le Fiandre. Fu il punto di partenza abituale di tutte le spedizioni inglesi contro la Francia e fu spesso attaccata dalle flotte francesi durante la guerra dei cent'anni. Lo statuto cittadino le fu concesso dal re Enrico I.
Inoltre Southampton è ricordata per essere la città da cui partì il Titanic per il suo primo e unico viaggio il 10 aprile 1912.
Come molte altre città inglesi è stata gravemente danneggiata durante la seconda guerra mondiale, venendo in larga parte abbattuta dai bombardamenti della Luftwaffe. Il titolo di città le fu accordato nel 1964.

## Infrastrutture e trasporti
Il porto di Southampton è uno dei maggiori del Regno Unito. In passato fu il punto di partenza ed arrivo per molti dei transatlantici che collegavano Inghilterra ed America settentrionale: ancora oggi la storica compagnia marittima Cunard Line assicura un collegamento marittimo con New York proprio da Southampton, mediante la nave Queen Mary 2. Una delle tracce del disco The Final Cut dei Pink Floyd si intitola Southampton Dock, proprio in riferimento all'importanza di Southampton durante la seconda guerra mondiale.
Southampton ha una stazione ferroviaria, Southampton Centrale, che la collega con Londra, Manchester, Birmingham, Portsmouth, Brighton, Bournemouth, Newcastle upon Tyne, Bristol, Cardiff e dintorni città e periferie. Nei pressi di Southampton c'è anche la stazione di St Denys che è la stazione ferroviaria di St Denys e Portswood.
L'Aeroporto di Southampton serve la città ed è situato a nord-est rispetto ad essa. L'aeroporto serve la maggior parte del Regno Unito e le destinazioni dell'Europa occidentale e può essere facilmente raggiunto dal centro della città tramite un servizio di autobus.

## Economia
A Southampton è presente uno stabilimento della casa automobilistica statunitense Ford, l'ultimo rimasto in Inghilterra. Ad oggi vi viene prodotto solamente il furgone Ford Transit, di cui Southampton è la principale sede di produzione fin dagli anni sessanta.

## Cultura
La città ospita due università, l'Università di Southampton, istituita nel 1862, e la Solent University, istituita nel 2005. A Southampton si tiene ogni anno il PSP Boat Show, salone nautico internazionale giunto nel 2010 alla quarantaduesima edizione.

## Amministrazione

### Gemellaggi

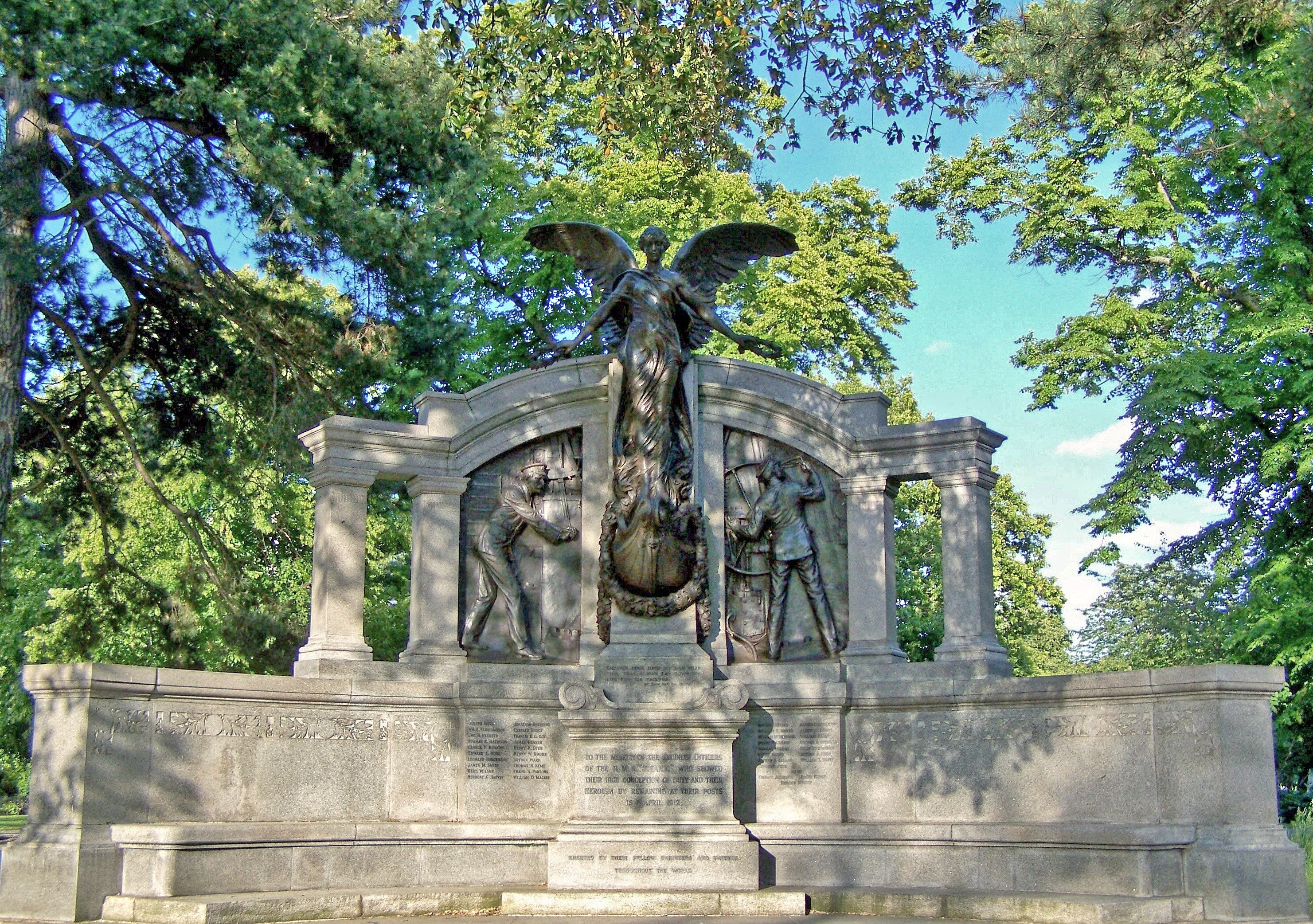
Stele Commemorativa del Titanic.

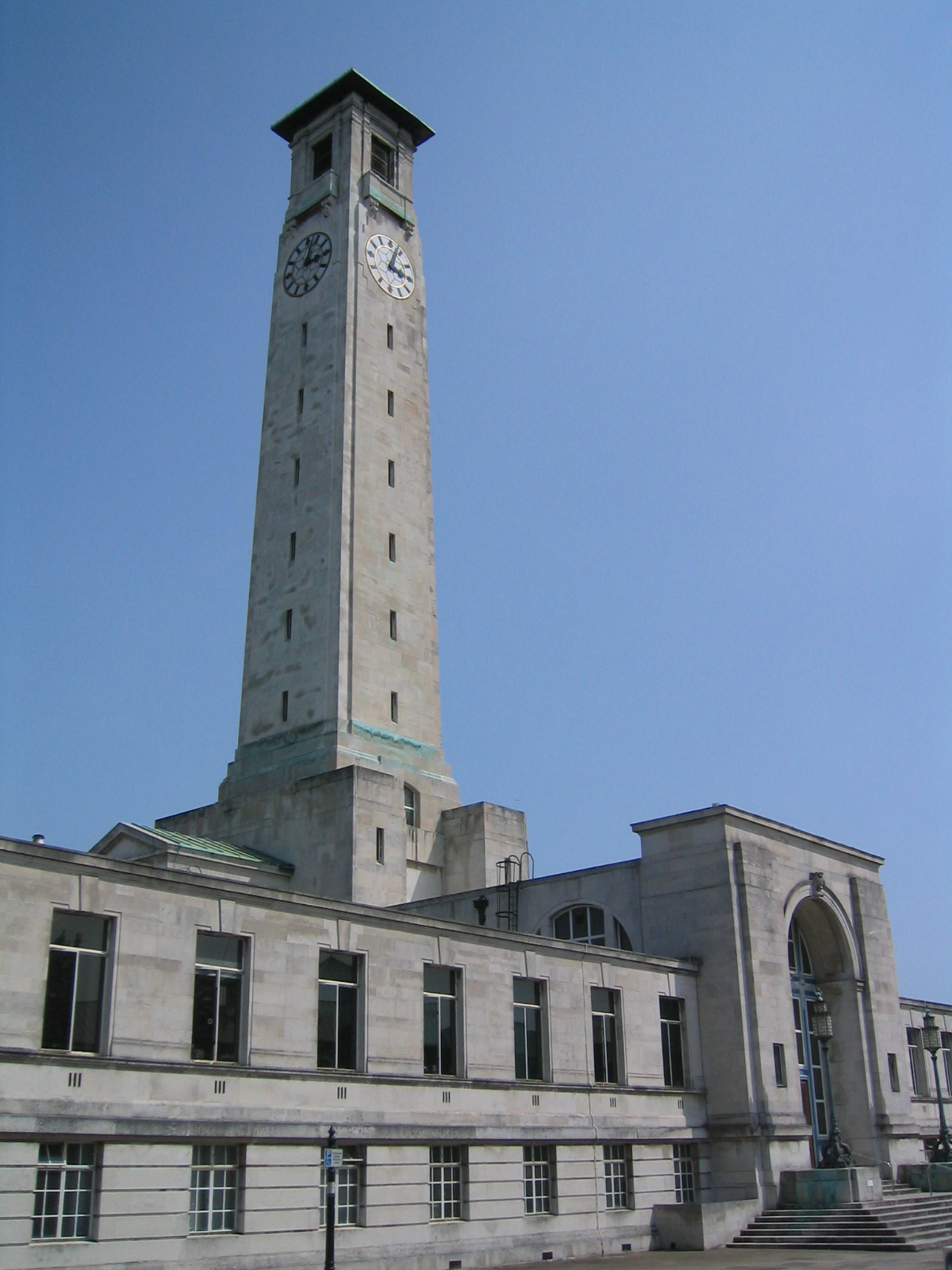
Civic Centre di Southampton.

Southampton è gemellata con:
- Le Havre, dal 1973
- Rems-Murr, dal 1991
- Hampton
- Qingdao, dal 1998
- Trieste, dal 2002

## Sport
Le due principali società sportive della città sono la squadra di calcio Southampton Football Club e la squadra di hockey dei Southampton Vikings.